# ای کوته‌آستینان
ای کوته‌آستینان عنوان کتابی از علی‌اکبر سعیدی سیرجانی ادیب، پژوهشگر، نویسنده و از منتقدان جمهوری اسلامی پس از انقلاب
است که نقدی بر تحولات سیاسی ایران دارد.

## موضوع کتاب
سیرجانی در این کتاب کوشیده‌است که امامزاده تراشی را در ایران مورد نقد قرار دهد و به همین منظور کتاب در ابتدا از یک قصه واقعی در روستایی که در آن زندگی می‌کرده‌است شروع می‌شود و در نزدیکی آن روستا امامزاده ای وجود داشته‌است که مردم در مراسمات مختلف به طواف آن می‌رفته‌اند و در یکی از این مراسمات اتفاقی می‌افتد که قصه حول این جریان ادامه پیدا می‌کند.

## بخشی از کتاب
«و این کلیم کاشانی است که با اشاره به بلندی و چین‌داری آستین ممدوح می‌گوید: یک چین بود ولایت خاقان ز آستینش آن جامه‌ای که بر قد ملکت مقرر است و این هم غنی کشمیری که: چون آستین همیشه جبینم ز چین پر است یعنی دلم ز دست تو ای نازنین پر است و آستین دراز را دو خاصیت است: یکی آن‌که جای کافی برای تزیین و طراز دارد تا بدین وسیله مستکبران تجمل فروش عرض وجود کنند و با زردوزیهای سرآستین به همان عمل جلفی متوسل شوند که تا همین چندسال پیش با سرآستینهای آهارزده و دکمه‌های طلاییش نودولتان روزگار ما عظمت قدر خود را به چشم خلایق می‌کشیدند، شاهدش قول فردوسی که: به پیکر یکی کفش زرین به پای ز خوشا و زرآستین قبای و تعبیر مؤلف مرزبان‌نامه که «آستین مفاخر کتاب از آن مطرز است» ،۸و اشارت مؤلف رسالة الطیور که «از رعونت نفس طراز آستین کرده»، و این بیت دیگر که: آنها که چرخ بوسه دهد آستانشان از نام و نعت او علم آستین کنند و دیگر خاصیت آن‌که از آستین بلند و جادار بعنوان چنته و کیسه و کیف‌دستی استفاده می‌کرده‌اند؛ و شواهدش فراوان، و از آن جمله «مصطفی این کتاب را گرفت و گفت تو را که به آستین من نه، تو این کتاب به آستین او نهادی» (تمهیدات عین القضاة، ص ۳۵۳)و «دشنه از آستین بیرون کرد بر شکم بهرام زد» (بلعمی) هم این کارد در آستین برهنه همی دار تاخواندت یکتنه (فردوسی) باد گویی مشک سوده دارد اندر آستین (فرخی) بارد در خوشاب از آستین سحاب (منوچهری) هیچ سالی نیست کز دینار سیصد چارصد از پی عرض حشم کمتر کنی در آستین (منوچهری) «مفاتیح دولت در آستین عقل و جان ریختم…»